# Chilling effect
Wörtlich übersetzt bedeutet Chilling effect „beruhigende, sedierende, herunterkühlende Wirkung“. Der Begriff wird im juristischen Sinne dafür gebraucht, um die negativen Auswirkung von rechtlichen Maßnahmen zu bezeichnen, welche die legitime Ausübung von anderen Rechten hemmt und entmutigt. Dies kann dazu führen, dass Menschen abgeschreckt werden, ihre Grundrechte zu gebrauchen.
Kritiker sehen im chilling effect die Gefahr einer Selbstbeschränkung (Selbstzensur, vorauseilender Gehorsam) vor allem von Onlinediensten, um das Risiko unliebsamer juristischer Auseinandersetzungen zu vermindern bzw. zu vermeiden: Häufig würden so Wahrnehmung und Schutz der Grundrechte, z. B. des Rechts auf informationelle Selbstbestimmung, ausgehebelt.

## Überwachung
Im Zusammenhang mit der anlasslosen Totalüberwachung des Internets und der damit verbundenen Datenverarbeitung sowie unter anderem der Möglichkeit zur Erstellung persönlicher Nutzerprofile („Datenschatten“) durch z. B. die amerikanische National Security Agency (NSA) und verwandte sowie befreundete Geheimdienste, aber auch durch Anbieter von (kommerziellen) sozialen Netzwerken wie Facebook oder Websuchmaschinen-Anbietern wie Google, welche unkontrolliert unüberschaubare Mengen von Nutzerdaten sammeln, kommt der Begriff ebenfalls zum Tragen. In einer Studie bestätigte sich die Annahme eines durch Überwachung ausgelösten Deindividualisierung-Effekts: des zunehmenden Versuchs, sich „in der Herde zu verstecken“. Zudem entstand mehr Aggression und Unwillen sowie weniger Interesse gegenüber der Studie und den Ausführenden.
Eine Studie des MIT demonstrierte, dass nach Enthüllungen von Edward Snowden Google-Suchen für „dirty bomb“ und „organized crime“ oder „abortion“ zurückgingen. Eine Studie von Jonathon Penney zeigte einen ähnlichen Effekt von Snowdens Enthüllungen auf das Lesen von kontroversen Themen auf Wikipedia.
Der Professor für Datenschutzrecht Neil Richards schreibt, dass der durch Überwachung ausgelöste chilling effect einen sozialen Konformitätsdruck erzeugt, der eine diverse und wirklich freie Gesellschaft verhindert. Es sind gerade die Dissidenten, Andersdenkenden, Exzentriker, Freaks und Verrückten die neue Ideen und Wege entwickeln wie man lebt. Wenn Geschichte eines lehrt, dann dass die gefährlichen und bizzaren Ideen von gestern der Mainstream von heute sind.

## TTIP
Bei der Diskussion um den Abschluss des Transatlantischen Freihandelsabkommens „TTIP“ wird der Begriff in Verbindung gebracht mit der Befürchtung, Politik könnte aufgrund der Furcht vor Schadensersatzklagen vor transnationalen unabhängigen Schiedsgerichten wegen z. B. entgangener Gewinne („Enteignung“, „Investor-Staats-Klagen“) zurückhaltender werden; man spricht von einer befürchteten „Abkühlung von Demokratien“.

## Geschichte
In den Vereinigten Staaten wurde der Begriff schon vor 1950 verwendet. Nachweislich verwendete William J. Brennan, Richter am Obersten Gerichtshof der Vereinigten Staaten, diesen Begriff in einem Urteil im Mai 1965. Er erklärte die Regelung der amerikanischen Bundespost für verfassungswidrig, welche die Zustellung von „kommunistischer Politpropaganda“ von der vorherigen ausdrücklichen schriftlichen Zustimmung des Empfängers innerhalb von zwanzig Tagen abhängig machte. Im konkreten Fall ging es um die Zustellung einer Ausgabe der Peking Rundschau.
Auf psychologischer Ebene wurde der Effekt wiederum in den USA zum ersten Mal 1975 nachgewiesen: In einer Studie The Chilling Effects of Surveillance: Deindividuation and Reactance (englisch, dt. etwa Die Chilling-Effekte der Überwachung: Ent-Individualisierung und Abwehrreaktion [durch wahrgenommene Beeinflussung]) zur Legalisierung von Marihuana waren die Testpersonen, je eher sie sich überwacht fühlten, desto weniger für eine Legalisierung: sie wurden konformer.

## Chilling Effectsim europäischen Recht
Auch in Europa ist der Begriff der chilling effects durchaus bekannt. So verwendet beispielsweise der Europäische Gerichtshof für Menschenrechte regelmäßig den Begriff der chilling effects, etwa bei staatlichen Beeinträchtigungen der Pressefreiheit. Auch das deutsche Bundesverfassungsgericht erkennt chilling effects der Sache nach an, verwendet jedoch keine einheitliche Terminologie. So spricht das Gericht etwa von „einschüchternden“ oder „abschreckenden“ Wirkungen auf Grundrechte, von „Selbstzensur“ oder „Einschüchterungseffekten“.

## Amerikanische Schlichtungsstelle
Um im natürlichen Spannungsfeld widerstreitender Interessen im Internet zu forschen und allgemeine Richtlinien herauszugeben, haben sich verschiedene Rechtsschulen amerikanischer Universitäten zu Chilling Effects Clearinghouse, einer Art Ethikrat und Schlichtungsstelle, zusammengeschlossen.